# Polystoechotes punctata
Polystoechotes punctata — вид сітчастокрилих комах родини Ithonidae.

## Поширення
Вид поширений у Центральній та Північній Америці. Вважався вимерлим у східних штатах США, але у 2012 році одна особина виявлена на фасаді магазину Walmart у місті Фаєтвіль у штаті Арканзас. Це відкриття свідчить про те, що там існують реліктові популяції виду.